# ألر

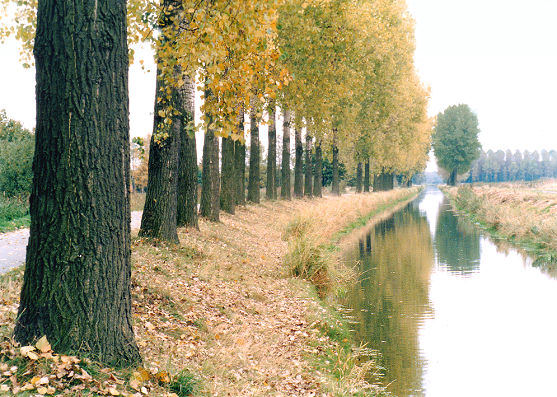
نهر ألير

نهر ألير يبلغ طوله 211 كيلومتر (131 ميل) ويمر في ولايات ساكسونيا أنهالت و ساكسونيا السفلى في ألمانيا.وهو أكبر رافد من روافد نهر فيزر. وفي عام 1960 تم تقويم وتوسيع النهر على نطاق واسع في بعض الأماكن لتوفير السيطرة على الفيضانات.

## معرض صور

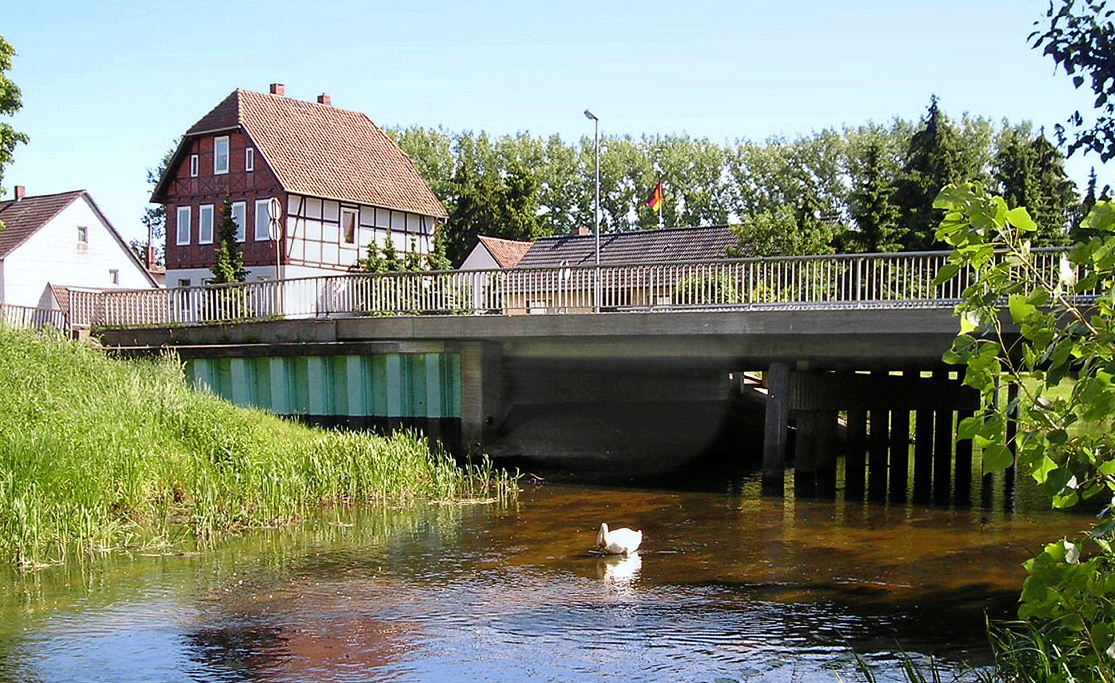
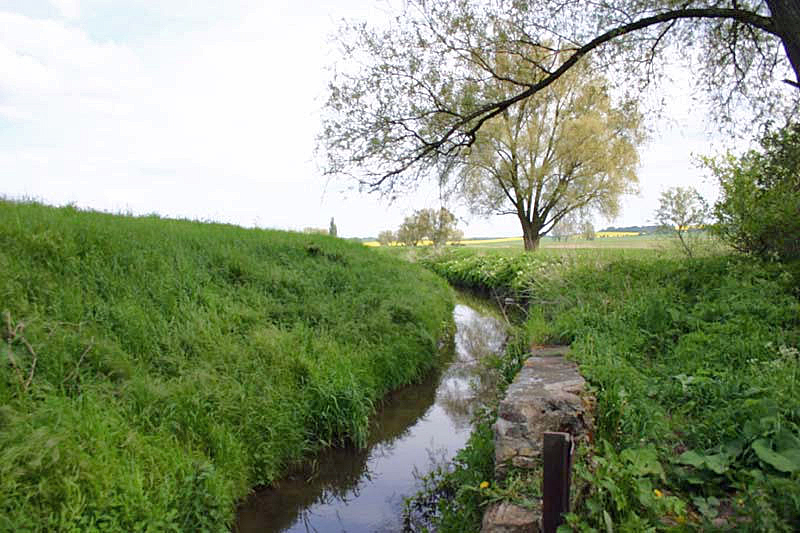
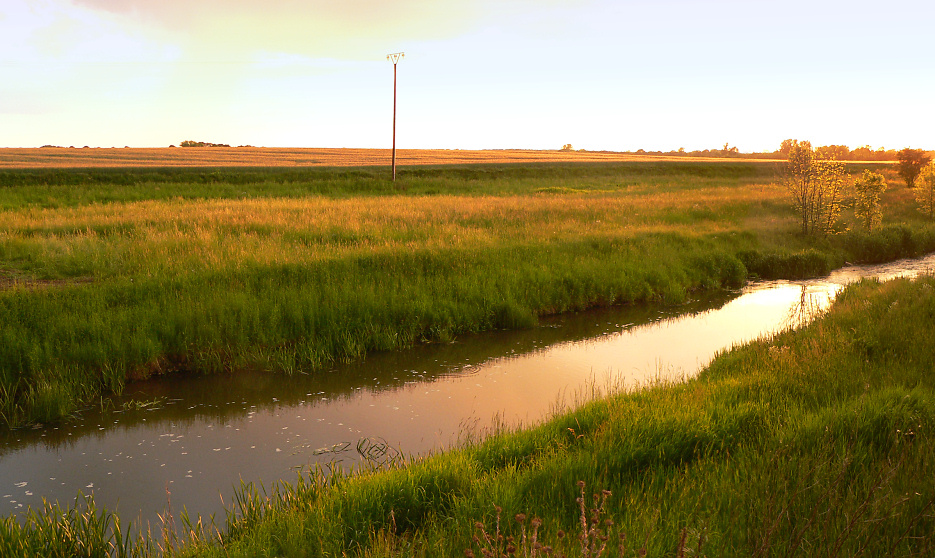

## وصلات خارجية
- Landscape fact file - Aller Valley
- Landscape fact file - Aller Flood Plain
- TV report Wassergeschichten: Die Aller on N3
- Water quality report on the Aller /Source 2004 from Lower Saxony state[وصلة مكسورة] (pdf, 1 MB)